# شركة البحر الأبيض المتوسط للملاحة
شركة البحر الأبيض المتوسط للملاحة (MSC) هي خط شحن دولي سويسري إيطالي.  تعمل الشركة في جميع الموانئ الرئيسية في العالم.  وهي أكبر خط شحن في العالم من حيث حجم الأسطول الملاحي والطاقة الاستيعابية للبضائع. 
اعتبارًا من نهاية ديسمبر 2014 ، كانت ام اس سي تعمل على تشغيل 471 سفينة حاويات بسعة تصل إلى 2,435,000 .  لديها قسم يسمى ام اس سي للرحلات البحرية يركز على رحلات العطلات البحرية.

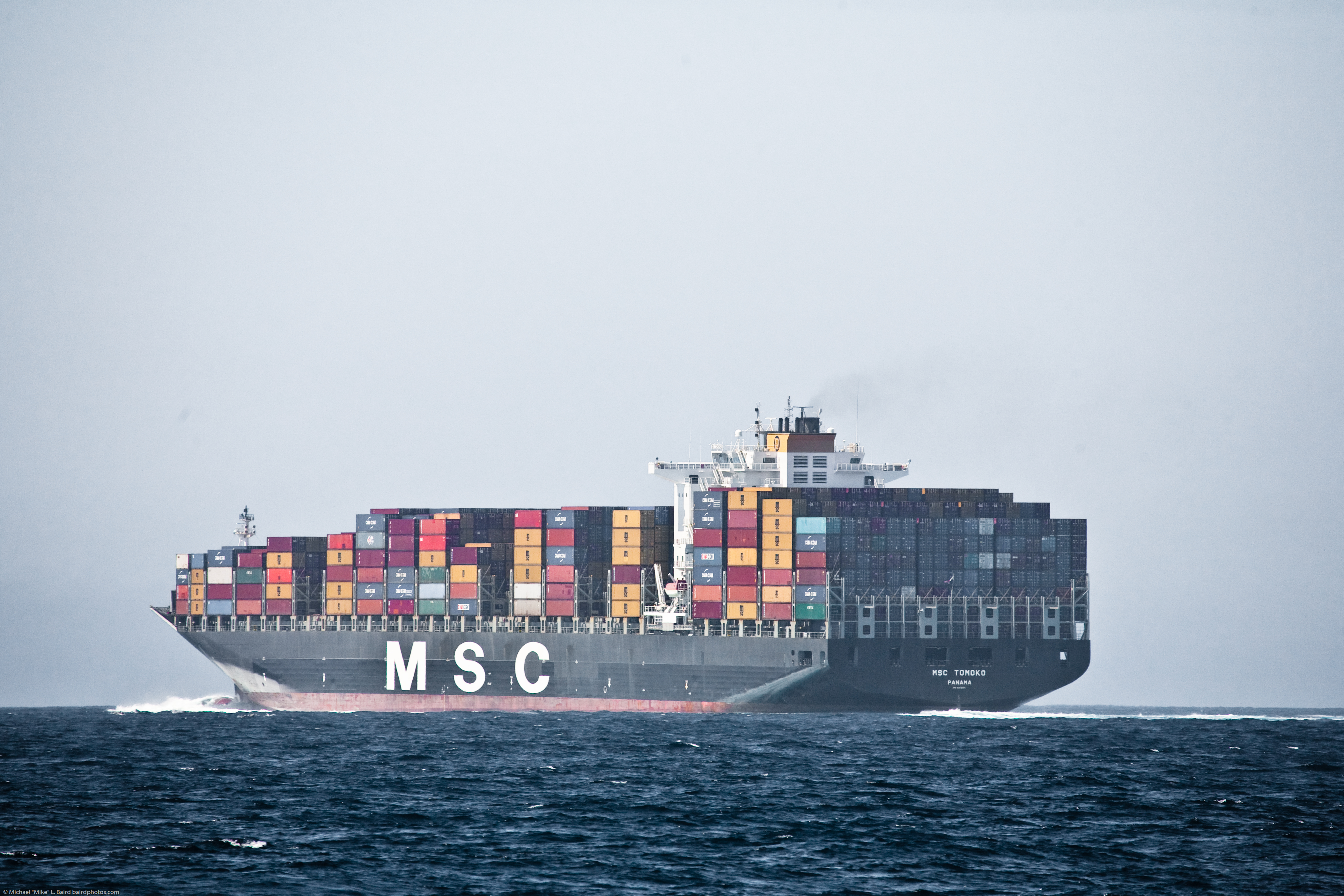
MSC Tomoko في قناة سانتا باربرا ، 2009

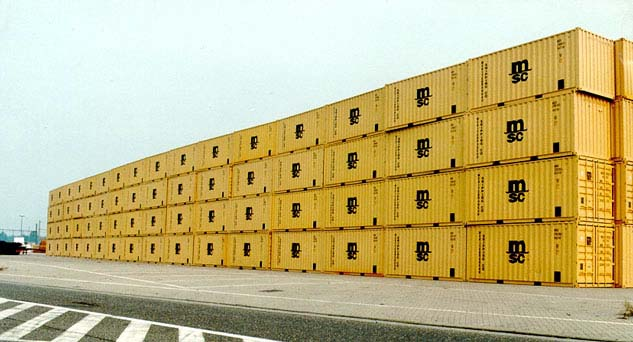
حاويات MSC جديدة.

## روابط خارجية
- الموقع الرسمي